# Paphiopedilum boxallii
Paphiopedilum boxallii é uma espécie de orquídea terrestre, família Orchidaceae, que habita Myanmar.